# Diastylis galeronae
Diastylis galeronae är en kräftdjursart som beskrevs av Michel Ledoyer 1993. Diastylis galeronae ingår i släktet Diastylis och familjen Diastylidae. Inga underarter finns listade i Catalogue of Life.